# ハリー・ジャイルズ
ハリー・リー・ジャイルズ3世（Harry Lee Giles III , 1998年4月22日 - ）は、アメリカ合衆国・ノースカロライナ州ウィンストン・セーラム出身のプロバスケットボール選手。CBAの山西ドラゴンズに所属している。ポジションはパワーフォワードまたはセンター。

## 来歴
高校時代はレブロン・ジェームズ以降の世代では最高の才能の持ち主と称され、将来を嘱望されていたが、2013年に左膝前十字靭帯断裂という大怪我を負い、その2年後には右膝前十字靭帯も断裂してしまう。進学したデューク大学で1年間プレーしたが、怪我の影響で低調な成績に終わる。それでもジャイルズは2017年のNBAドラフトにアーリーエントリーした。

### サクラメント・キングス
2017年6月22日に行われたNBAドラフトにて1巡目全体20位でポートランド・トレイルブレイザーズから指名され、当日のトレードで交渉権がサクラメント・キングスへ移り、7月8日にキングスとの契約に合意した。
2020年2月27日のオクラホマシティ・サンダー戦でシーズンハイとなる19得点を記録したが、チームは108-112で敗れた。

### ポートランド・トレイルブレイザーズ
11月22日にポートランド・トレイルブレイザーズとの契約に合意した。2021年4月4日のオクラホマシティ・サンダー戦で12得点、2リバウンドを記録し、チームは133-85で勝利した。

### アグアカリエンテ・クリッパーズ
9月27日にロサンゼルス・クリッパーズとの契約に合意したが、10月16日に解雇された。同月27日にNBAGリーグのアグアカリエンテ・クリッパーズへ加入した。

### ブルックリン・ネッツ
2023年8月8日にゴールデンステート・ウォリアーズのワークアウトに参加した後、9月6日にブルックリン・ネッツとの契約に合意したが、2024年2月8日に解雇された。

### ロサンゼルス・レイカーズ
3月2日にロサンゼルス・レイカーズとのツーウェイ契約に合意した。
9月28日にシャーロット・ホーネッツとの契約に合意したが、10月18日に解雇された。

### 山西ドラゴンズ
11月13日にCBAの山西ドラゴンズとの契約に合意した。

## 個人成績

### NBA

#### レギュラーシーズン
| シーズン | チーム | GP  | GS | MPG  | FG%  | 3P%  | FT%  | RPG | APG | SPG | BPG | PPG |
| -------- | ------ | --- | -- | ---- | ---- | ---- | ---- | --- | --- | --- | --- | --- |
| 2018–19  | SAC    | 58  | 0  | 14.1 | .503 | .000 | .637 | 3.8 | 1.5 | .5  | .4  | 7.0 |
| 2019–20  | SAC    | 46  | 17 | 14.5 | .554 | .000 | .776 | 4.1 | 1.3 | .5  | .4  | 6.9 |
| 2020–21  | POR    | 38  | 0  | 9.2  | .433 | .348 | .593 | 3.5 | .8  | .2  | .3  | 2.8 |
| 2023–24  | BKN    | 16  | 0  | 5.1  | .500 | .273 | .538 | 1.6 | .4  | .1  | .2  | 3.4 |
| 2023–24  | LAL    | 7   | 0  | 2.7  | .167 | .000 | ---  | .6  | .0  | .1  | .0  | .3  |
| 通算     | 通算   | 165 | 17 | 11.7 | .508 | .244 | .661 | 3.5 | 1.1 | .4  | .3  | 5.4 |

#### プレーオフ
| シーズン | チーム | GP | GS | MPG | FG%  | 3P% | FT% | RPG | APG | SPG | BPG | PPG |
| -------- | ------ | -- | -- | --- | ---- | --- | --- | --- | --- | --- | --- | --- |
| 2021     | POR    | 1  | 0  | 4.0 | .000 | --- | --- | 3.0 | .0  | .0  | .0  | .0  |

### カレッジ
| シーズン | チーム   | GP | GS | MPG  | FG%  | 3P%  | FT%  | RPG | APG | SPG | BPG | PPG |
| -------- | -------- | -- | -- | ---- | ---- | ---- | ---- | --- | --- | --- | --- | --- |
| 2016–17  | デューク | 26 | 6  | 11.5 | .577 | .000 | .500 | 3.9 | .4  | .4  | .7  | 3.9 |

## その他
- 同級生で大学時代のチームメイトだったジェイソン・テイタムからは「高校時代は同期の中でも群を抜くベストプレイヤーだった」と絶賛されていた。